# Кавокин, Алексей Витальевич
Алексей Витальевич Кавокин — российский физик, доктор физико-математических наук, исследователь в области поляритоники, автор просветительских книг для детей.

## Профессиональный путь
Выпускник физико-математического лицея №239 и Санкт-Петербургского политехнического университета. 
Руководитель лаборатории оптики спина в Санкт-Петербургском государственном университете. 
Профессор университета Саутгемптона и университета Вестлэйк в Ханчжоу.

## Премии и награды
- ISCS Awards (2020)[7]